# Trece (Paraguai)
O canal Trece é um rede de televisão paraguaia. Fundada em fevereiro 1981, foi a segunda rede de TV a se instalar no País, e a primeira a transmitir em cores a sua programação, seu fundador foi Nicolás Bo Parodi. Em 2007 a Chena Ventures comprou 80% das ações da Teledifusora Paraguaya S.A, para então, em 2017, ceder suas ações para o Grupo JBB liderado por Javier Bernardes.